# Tintinnabuli
 For alternative betydninger, se Tintinnabulum. (Se også artikler, som begynder med Tintinnabulum)
Tintinnabuli (ental: tintinnabulum, fra latin tinnabulae "af klokker" – også tintinnabulation) er en kompositionsstil skabt af den estiske komponist Arvo Pärt som introducerede denne nye stil i to værker Für Alina fra 1976 og Spiegel Im Spiegel fra 1978. Den enkle stil var Pärt blevet inspireret til gennem mystiske oplevelser af gregoriansk sang, og den er karakteriseret ved simultan brug af to stemmer: den ene en brudt treklang (arpeggio) som han kaldte "tintinnabulum", hvortil den anden stemme svarer med en bas på en diatonisk måde. Værkerne har ofte et langsomt og meditativt tempo og en minimalistisk tilgang til både notation og udførelse.